# 福田パン
有限会社福田パン（ふくだパン）は、岩手県盛岡市に本社を置く製パン業者。直営店舗での販売のほか、岩手県内の主要スーパーマーケット、高校・大学の売店にも納品している。
人口127万人の岩手県内において1日あたり約1万個のパンを製造・販売しており、盛岡市民の多くが当店の商品を食べて育ってきたことから「盛岡市民のソウルフード」「盛岡の市民食」と呼ばれる。

## 歴史
酵母の研究者で、太平洋戦争前にイースト製造会社で働いていた福田留吉が1948年に創業。創業当時は物資不足の時代であり入手可能な材料が限られていたため、砂糖などが不要なフランスパンを作っていた。その後食パンを経て、1950年代より地元岩手大学の売店でパンを販売することになった際「安い値段で学生を満腹にさせたい」と独自のコッペパンを開発した。コッペパン1個と牛乳1本で、米飯2膳と味噌汁1杯と同等のカロリーになるよう計算されている。
納入先の高校や大学は増えていったものの利益は出ていなかったが、1980年代頃より大手スーパーのサティに商品を卸すようになったことで販売網が広がり、経営が安定していった。他のスーパーからも引き合いが来るようになり、その後岩手県全域のスーパーに卸すようになった。2023年時点では、売上全体のおよそ6割をスーパーが占めている。
2008年8月29日放送『一攫千金!日本ルー列島』、2014年6月29日放送『シルシルミシルサンデー』、2016年2月18日放送『秘密のケンミンSHOW』などのテレビ番組などで取り上げられたのをきっかけに岩手県外でも知られるようになり、コッペパンブームの火付け役となった。観光客が土産品として買っていくことも多い。銀行などから県外への出店を打診されたこともあるが、経営者の目の届く範囲内にこだわり、盛岡市とその周辺地域のみの店舗展開にとどめている。一方、パン作りを学びたい人に対しては技術指導などで協力しており、当店で修業しパン屋を開業した店主も複数いる。

## 販売商品

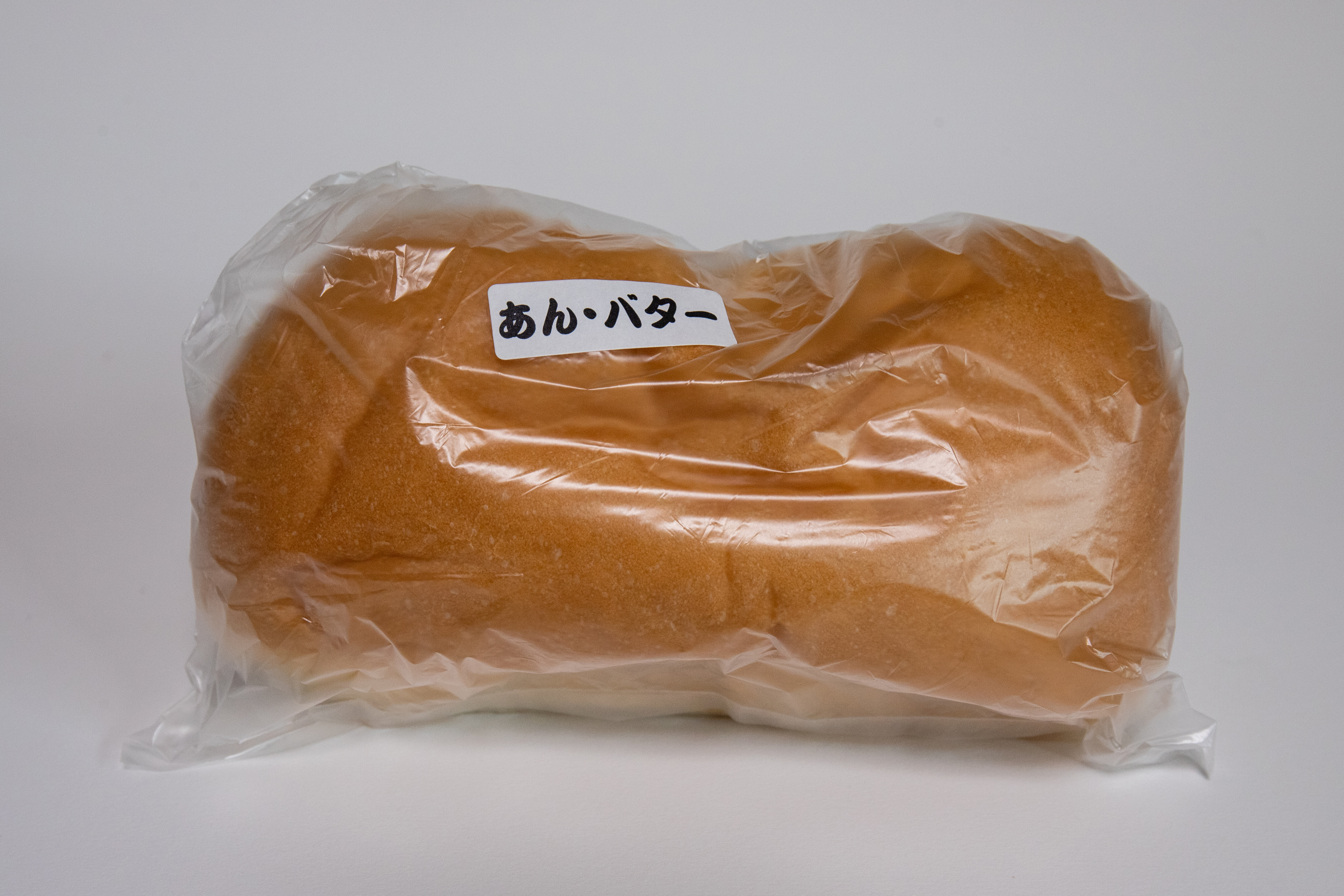
コッペパンは1個ずつ袋詰めされ、具材が書かれたシールを貼られて販売される。

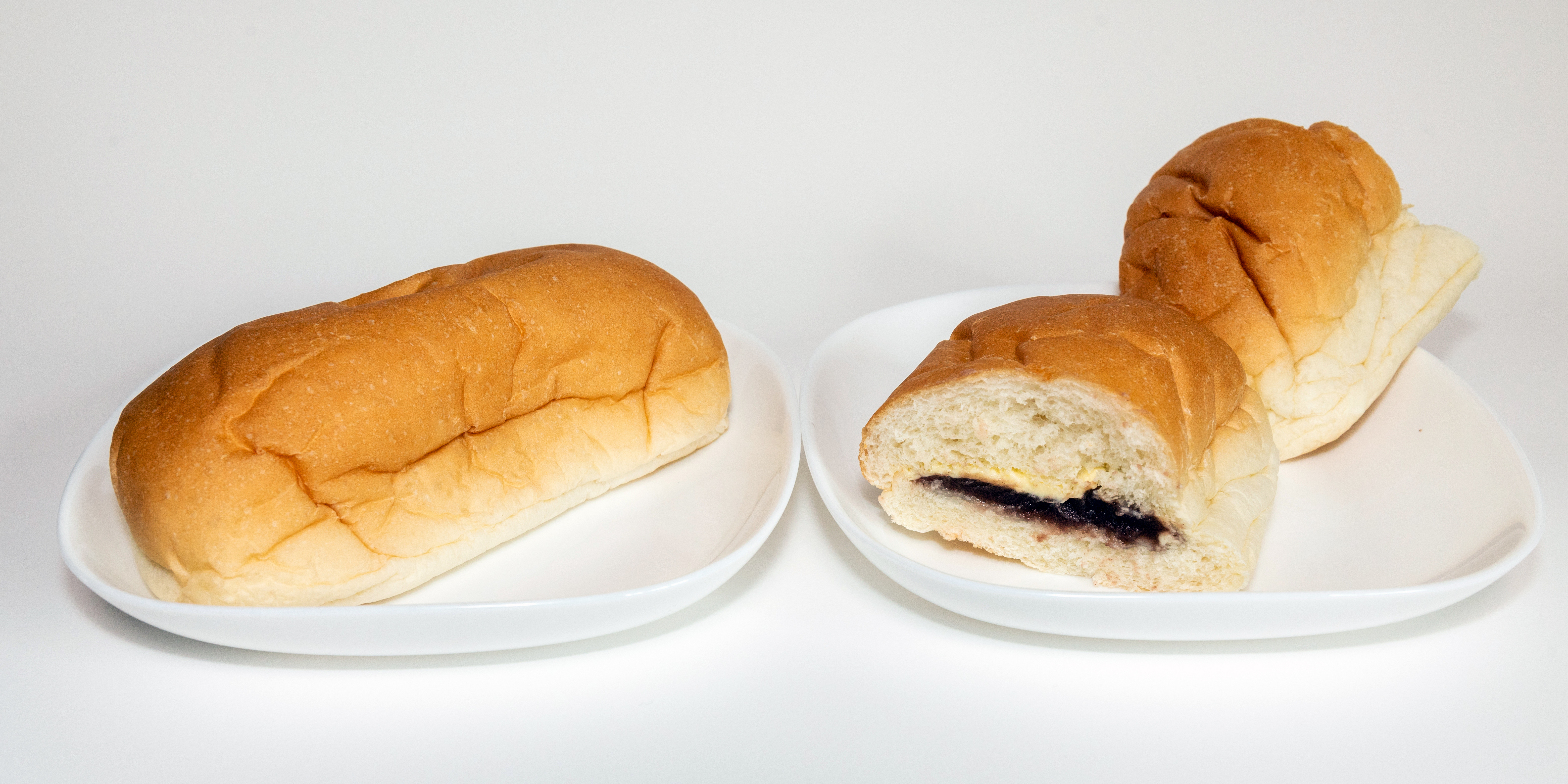
「あん・バター」を挟んだコッペパンとその断面

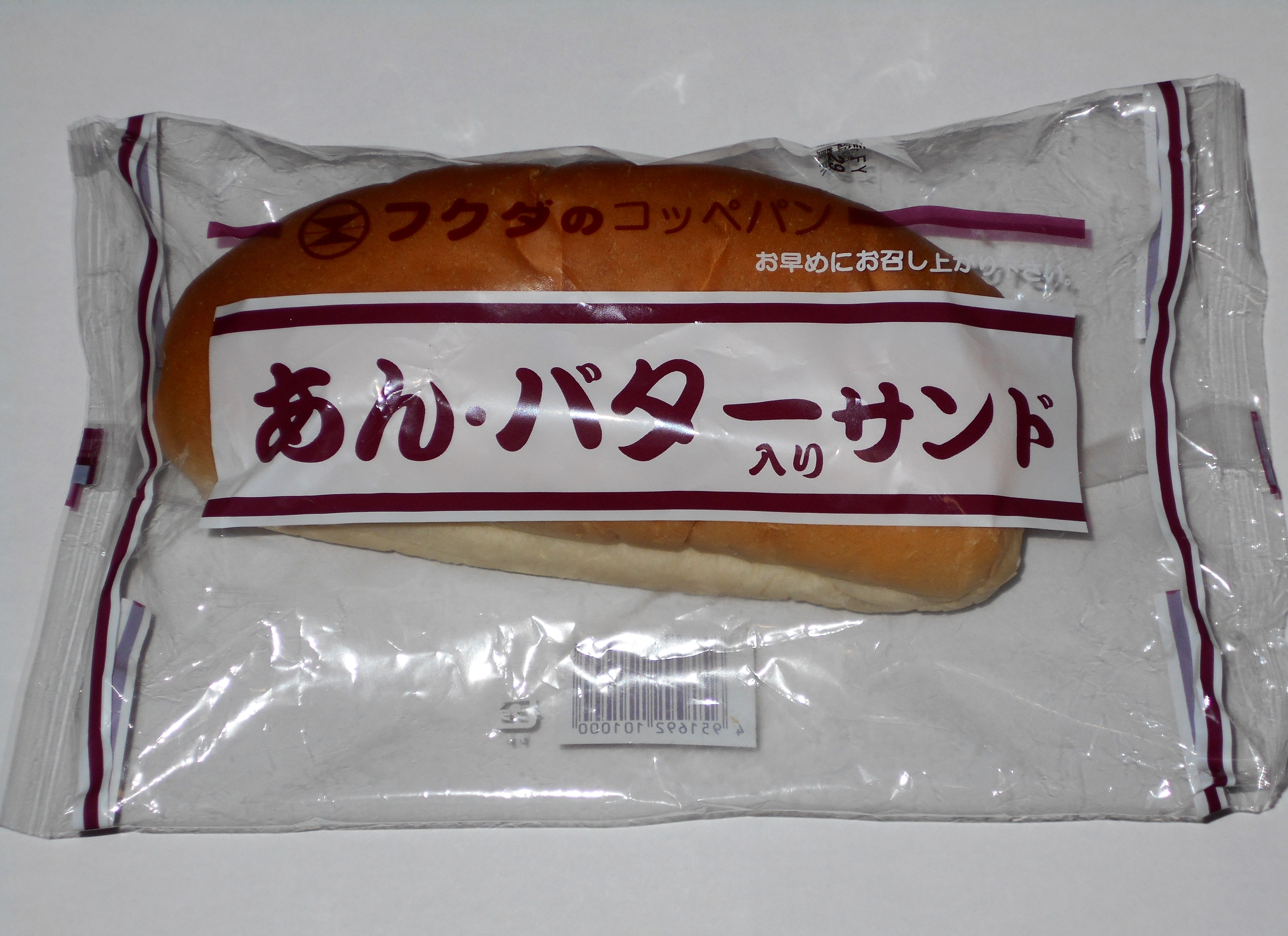
「あん・バター入りサンド」（一般の小売店で販売されているタイプ）

主力商品は「ソフトフランスパン」と呼ぶ長さ約17 cmのコッペパンに、クリームペーストや惣菜など、様々な具材を挟んだものである。店頭では、50種類以上用意されている具材の中から客が自由に選ぶことができ、注文を受けた店員がその場でパンにクリームや具材を挟んで提供する対面販売の形式をとっている。2種類のクリームや具材を挟むことも可能であるため、組み合わせは1,000種類に上る。
パン自体が大きめで、具材もたっぷりと挟まれることから、定番商品の「あん・バター」では1,000 kcalに達するのではと言われることがあるが、実際には同商品の熱量は約570 kcalである。
一般の小売店で袋詰めにて販売されている菓子パンの種類は以下の通り。
- ピーナッツ
- ピーナッツ・バター
- ジャム
- ジャム・バター
- バナナ
- ブルーベリークリーム
- コーヒー
- カスタードクリーム
- マイルドチョコレート
- あん・バター

2008年にバターの高騰・品薄の影響により「あんマーガリン」に変更されたが、2009年より販売再開。
- 粒入りピーナッツ
- まっ茶・あん
- チーズクリーム
- クッキー&バニラ
- 黒豆きなこ
- イチゴミルク
- 富良野メロンクリーム
- 田野畑山地酪農牛乳クリーム
- 田野畑山地酪農生キャラメルクリーム

店頭のみ食パンが販売されている。

### 調理パン
直営店では、スーパーなどでは販売されていない下記の商品を取り扱っている。
- オリジナル野菜サンド
- ハムサンド
- コンビーフ
- ツナ
- てりやきチキン
- やきそば
- ハンバーグ
- スパゲッティナポリタン
- とんかつ
- チキンミート
- たまご
- ポテトサラダ
- キーマカレー
- ごぼうサラダ
- ダブルウィンナー
- れんこんしめじ
- エビカツ
- エッグハムカツ
- 油淋鶏（ユーリンチー）
- チキン南蛮

### その他
福田パン監修の「あんバターサンドクッキー」「福田パンものがたり」がそれぞれ2018年と2019年に発売された。

## 直営店舗
営業時間内でも、パンが売り切れ次第閉店となる。お盆（8月13日 - 15日）、年末年始（12月31日 - 1月3日）は直営4店舗は休業となる。
- 本店（〒020-0062 岩手県盛岡市長田町12-11）火曜定休
  - 本社に併設。当初は道路を挟んだ向かいに店舗があり、現店舗の場所は工場であったが、工場の矢巾移転後に店舗が移転し、2007年11月7日より現店舗で営業を開始した[4]。創業者の福田留吉が花巻農学校時代に宮沢賢治の教え子だった[11][6][12]ことにちなみ、店舗外観はイーハトーブ世界の学校をイメージした作りになっている[3]。
- 矢巾店（〒028-3621 岩手県紫波郡矢巾町広宮沢第11地割502-1）
  - 工場が併設されており、全てのパンは矢巾工場で製造されている。
- 盛岡みたけ店（〒020-0122 岩手県盛岡市みたけ2-9）
  - アクロスプラザ盛岡みたけ（JT盛岡工場跡地）Aブロック（北西エリア）内の最北西。旧厨川店があった場所の約400メートル南側に位置する。2018年11月15日営業開始。
- 中ノ橋店（〒020-0871 岩手県盛岡市中ノ橋通1丁目9 盛岡バスセンター東館1階）
  - 新盛岡バスセンターの開業に合わせ、2022年10月4日に開店[13]。

### 閉店した店舗
- 厨川店（〒020-0124 岩手県盛岡市厨川4丁目5-1）
  - 2013年7月19日より営業開始[14]。前述の『ケンミンSHOW』放送後に客が殺到し、近隣の交通に支障をきたす事態となり、2016年2月末より臨時休業後に閉店[15]。

## 実演販売
2021年3月まで、盛岡近郊のスーパーマーケットに販売員が出向いて、直営店と同様の方法で実演販売を行っていた。用意されたクリームをコッペパンに挟み、店舗販売と同様に半透明のビニール袋にひとつずつ詰めて陳列する形式で、定番のクリームを2種類ずつ挟んだものを中心に販売していた。